# Stoppelbergen
Stoppelbergen is de naam van een bosgebied van 190 ha dat zich bevindt ten zuiden van Ossendrecht, liggende in Putte (grensdorp) en ten noordoosten van Zandvliet. Het is eigendom van Staatsbosbeheer.
Het gebied is gelegen op de zuidrand van de Brabantse Wal, op de grens van het poldergebied. Het is een stuifzandgebied dat is bebost met grove den, zeeden en Corsicaanse den. De bergeend en de nachtzwaluw broeden er.
De Stoppelbergen ligt direct ten oosten van de Belgisch-Nederlandse grens. Het gebied is vrij toegankelijk.